# Cadeliña
Cadeliña (llamada oficialmente San Pedro de Cadeliña) es una parroquia y una aldea española del municipio de Chandreja de Queija, en la provincia de Orense, Galicia.

## Toponimia
La parroquia también es conocida por el nombre de San Pedro Fiz de Cadeliña.

## Organización territorial
La parroquia está formada por dos entidades de población:
- Cadeliña
- San Fiz

## Demografía

### Parroquia
| Gráfica de evolución demográfica de Cadeliña (parroquia) entre 2000 y 2022 |
|                                                                            |
| Datos según el nomenclátor publicado por el INE.                           |

### Aldea
| Gráfica de evolución demográfica de Cadeliña (aldea) entre 2000 y 2022 |
|                                                                        |
| Datos según el nomenclátor publicado por el INE.                       |